# Plagiothecium microsphaerothecium
Plagiothecium microsphaerothecium là một loài rêu trong họ Plagiotheciaceae. Loài này được Herzog mô tả khoa học đầu tiên năm 1916.